# Самбуров (хутор)
Самбу́ров — хутор в Каменском районе Ростовской области.
Входит в состав Груциновского сельского поселения.

## География
Хутор расположен на реке Малый Калитвенец.

## История
Прежнее название хутора — Попов. В 1921 году был переименован в Самбуров, по имени руководителя продотряда Николая Самбурова.

## Население
| 2010 |
| ---- |
| 453  |

## Улицы
| - ул. Аллейная, - ул. Вишнёвая, - ул. Восточная, - ул. Заречная, - ул. Колхозная, - ул. Песчаная, - ул. Придорожная, - ул. Свободы, - ул. Северная, - ул. Степная, | - ул. Тихая, - пер. Весенний, - пер. Дачный, - пер. Западный, - пер. Зелёный, - пер. Луговой, - пер. Молодёжный, - пер. Садовый, - пер. Центральный. |

## Достопримечательности
В хуторе расположен экопарк с базой отдыха «Излучина», открытый 15 июня 2019 года. Заброшенная окраина хутора превращена в место со множеством различных арт-объектов, среди которых пирамиды, «Донской Стоунхендж» и фонтан «Исток жизни». Гостиничные номера построены в виде пирамид, по всем техническим нормам, существовавшим в Древнем Египте.